# Sullivan megye (Pennsylvania)
Sullivan megye az Amerikai Egyesült Államokban, azon belül Pennsylvania államban található. Megyeszékhelye Laporte, legnagyobb városa Dushore. Lakosainak száma 5840 fő (2020. április 1.).

## Szomszédos megyék
- Bradford megye
- Wyoming megye
- Luzerne megye
- Columbia megye
- Lycoming megye

## Népesség
A megye népességének változása:
| Lakosok száma | 6407 | 6449 | 6437 | 6351 | 6328 | 5840 |
|               | 2010 | 2011 | 2012 | 2013 | 2015 | 2020 |